# Koreańska Centralna Telewizja
Koreańska Centralna Telewizja (KCTV, kor. 조선중앙텔레비죤 / 조선중앙TV, trans. McCune’a-Reischauera – Chosŏn Chung’ang T’ellebijyon) – państwowa telewizja w Korei Północnej z siedzibą w stolicy kraju – Pjongjangu. Swój program nadaje z wieży telewizyjnej w Pjongjangu (dzielnica Moranbong). Dostępna jest również w lokalnym intranecie w rządowym serwisie Manbang oraz poprzez przekaz satelitarny.
Stacja ma monopol informacyjny w kraju i jest odbierana za pośrednictwem około 1,2 mln odbiorników telewizyjnych (na 23 mln mieszkańców). Koreańska Centralna Telewizja nadaje program przez 7 dni w tygodniu od godziny 9.00 do 22.30 czasu koreańskiego. Jest to jedyna stacja telewizyjna z Korei Północnej dostępna w internecie.

## Historia
Koreańska Centralna Telewizja została założona 1 września 1953 roku po wojnie koreańskiej pod nazwą Pyongyang Broadcasting Network (PBN). Okres przygotowań do stałego nadawania programu trwał blisko 8 lat. Dopiero 1 września 1961 roku nastąpił „wielki test” przy wsparciu władz. Wydarzeniu nadano rangę państwową, a za ojca sukcesu uznano wodza Kim Ir-Sena.
W 1961 roku nazwę zmieniono na Central Broadcasting Television System. 3 marca 1963 roku stacja rozpoczęła codzienne nadawanie programów, oprócz weekendów. Przez pierwsze miesiące program trwał dwie godziny, od 19:00 do 21:00 czasu lokalnego. Z czasem poszerzono go do czterech godzin, aby 1 października 1970 roku osiągnąć sześciogodzinną transmisję z 5 Kongresu Partii Pracy Korei. 
3 stycznia 1973 stacja otrzymała obecną nazwę Korean Central Television (KCTV), a 1 lipca 1974 roku rozpoczęto kolorowe emisje testowe, aby przygotować się na transmisję 5. Igrzysk Azjatyckich, które odbyły się 2 miesiące później. Od 1975 stacja rozpoczęła nadawanie również w weekendy, a od 1 września 1977 stałe emisje w kolorze. W 1999 roku, kiedy to obchodzono 50. rocznicę powstania Partii Pracy Korei, uruchomiono przekaz satelitarny, który odbywa się przez satelitę Thaicom 3.
We wrześniu 2012 chińska telewizja państwowa poinformowała o przekazaniu KCTV 5 milionów juanów pomocy na zakup nowego wyposażenia i przygotowania się na transmisję cyfrową.
Od 4 grudnia 2017 roku stacja nadaje w formacie 16:9 i rozdzielczości HDTV. Dla podkreślenia zmiany odświeżono oprawę graficzną stacji oraz unowocześniono planszę testową, niezmienianą od 1980 roku.
W maju 2022 roku KCTV wydłużyło swoje godziny nadawania – program po tej zmianie jest nadawany przez cały tydzień od godziny 9.00 do 22.30 czasu koreańskiego. Od 2013 do 2022 roku, programy o takiej długości nadawane były wyłącznie w niedziele i święta państwowe.

## Dostępność

### W kraju
Od 1 lipca 1974 roku KCTV nadawało w kolorze w systemie SECAM w rozdzielczości 576i – tak jak w ogromnej większości krajów bloku wschodniego. Został on jednak wyparty przez PAL około lat 90., a satelitarną emisję poprzez satelitę Thaicom 3 rozpoczęto w 54. rocznicę założenia Partii Pracy Korei. Stacja jest dostępna w Pjongjangu jak i innych, większych miastach Korei Północnej.
W 2012 roku KCTV rozpoczęło testowe nadawanie w europejskim standardzie DVB-T2 (w porównaniu do Korei Południowej używającej amerykańskiego standardu ATSC, Japonii używającej swojego własnego standardu ISDB-T oraz Chin, używających również swojego standardu - DTMB).

### Poza krajem
1 sierpnia 2010 roku kanał był dostępny za pośrednictwem satelity Thaicom 5, aż do 25 lutego 2020 roku, dzięki czemu posiadając odpowiedni sprzęt odbiór sygnału był możliwy na terenach Europy, południowo-wschodniej Azji, Bliskiego Wschodu, Afryki i Australazji.
W 2013 roku brytyjski nadawca Channel 4 udostępniał archiwa programów informacyjnych z KCTV wraz z angielskimi napisami jako część serii "North Korea Uncovered".
Od marca 2019 roku sygnał kanału jest również rozpowszechniany w Korei Południowej poprzez satelitę Koreasat 5A, aby umożliwić dostęp kanału dla południowo-koreańskich dziennikarzy. Decyzja została podjęta ze względu na uruchomienie sieci komórkowej w standardzie 5G, używających częstotliwości podobnych do tych używanych przez KCTV, uniemożliwiając poprawny odbiór sygnału.
18 stycznia 2020 roku KCTV rozpoczął nadawanie na satelicie ChinaSat 12 ze względu na problemy techniczne satelity Thaicom 5, które zaczęły się pojawiać w grudniu 2019.

### Live streaming
Transmisja kanału telewizyjnego na żywo jest dostępna w internecie za pośrednictwem:
- KCNA Watch: https://kcnawatch.org/korea-central-tv-livestream/
- Deny Ignorance: https://denyignorance.com/kctv/
- TingFM: https://tingfm.com/tv/15889
- iCanlive: https://icanlive.tv/live/16633/korean-central-television.html